# کاستالین
کاستالین (به انگلیسی: Castalin) با فرمول شیمیایی C۲۷H۲۰O۱۸ یک ترکیب شیمیایی با شناسه پاب‌کم ۹۹۹۷۳ است. که جرم مولی آن ۶۳۲٫۴۳ g/mol می‌باشد. 